# Lich
Lich est une municipalité allemande située dans l'arrondissement de Giessen et dans le land de la Hesse. La ville de Lich est jumelée avec Dieulefit (France).

## Histoire
| Appartenances historiques Comté de Solms-Lich 1418–1718 Comté de Solms-Hohensolms-Lich 1718–1792 Principauté de Solms-Hohensolms-Lich 1792–1806 Grand-duché de Hesse 1806–1918 République de Weimar 1918–1933 Reich allemand 1933–1945 Allemagne occupée 1945–1949 Allemagne 1949–présent |

De 1418 à 1806, une branche de la Maison de Solms a régné sur le comté de Solms-Lich (érigé en 1792 en principauté de Solms-Hohensolms-Lich). La famille princière habite toujours le château.

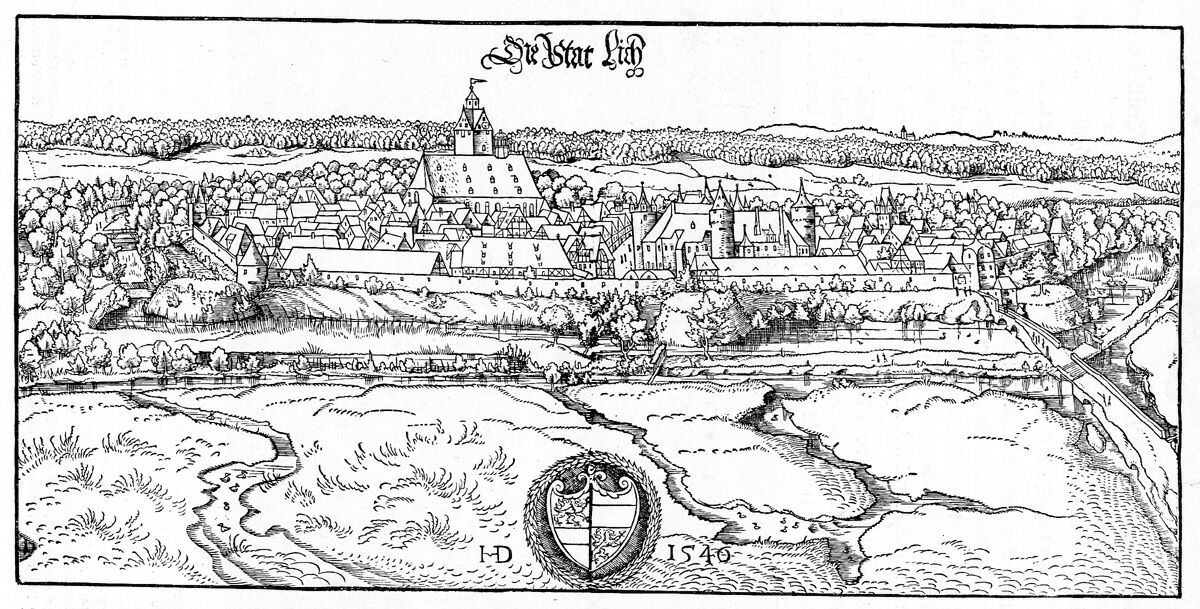
La ville et le château de Lich, gravure de Hans Döring, 1546.

## Galerie d'images

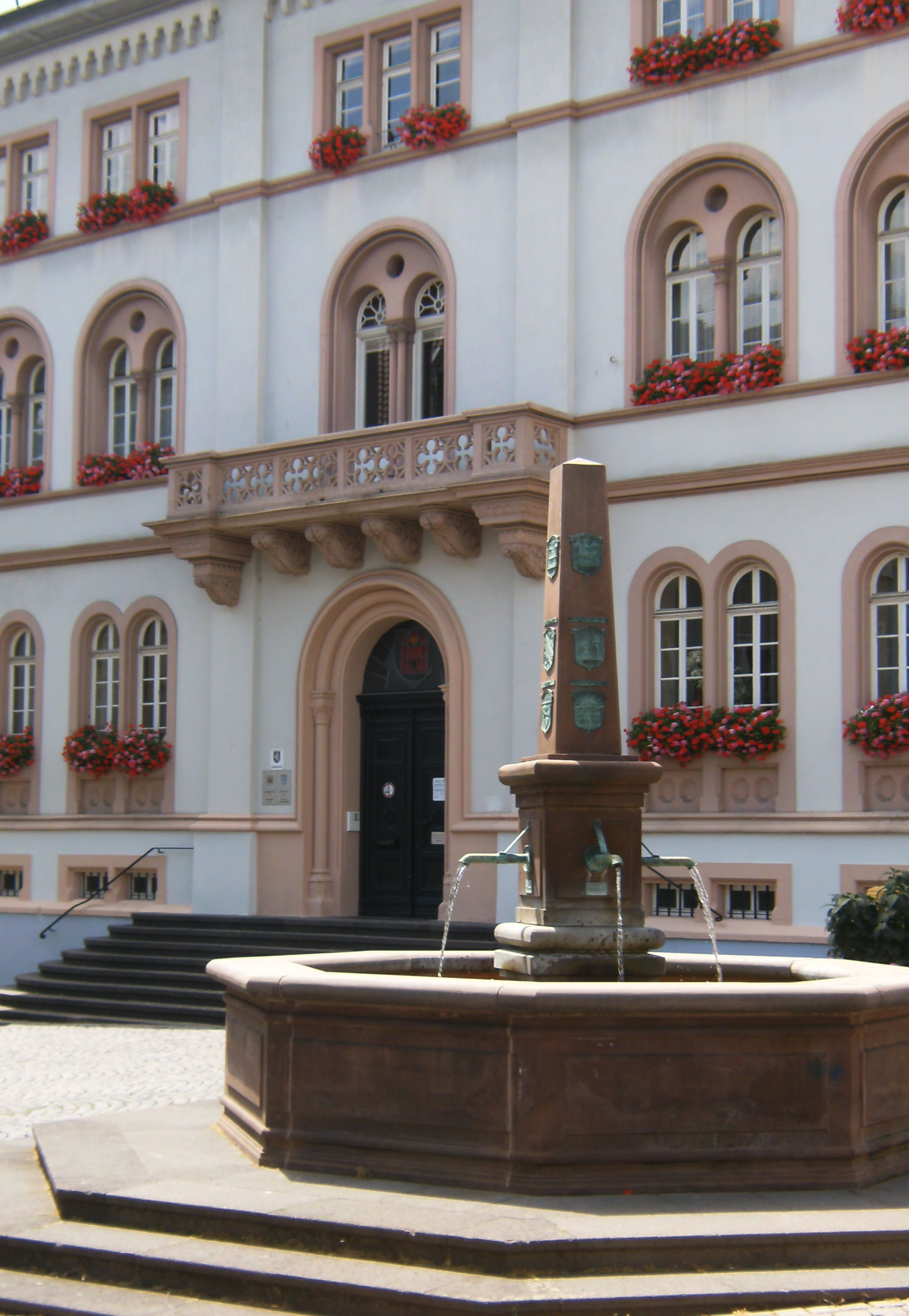
La mairie de Marktbrunnen
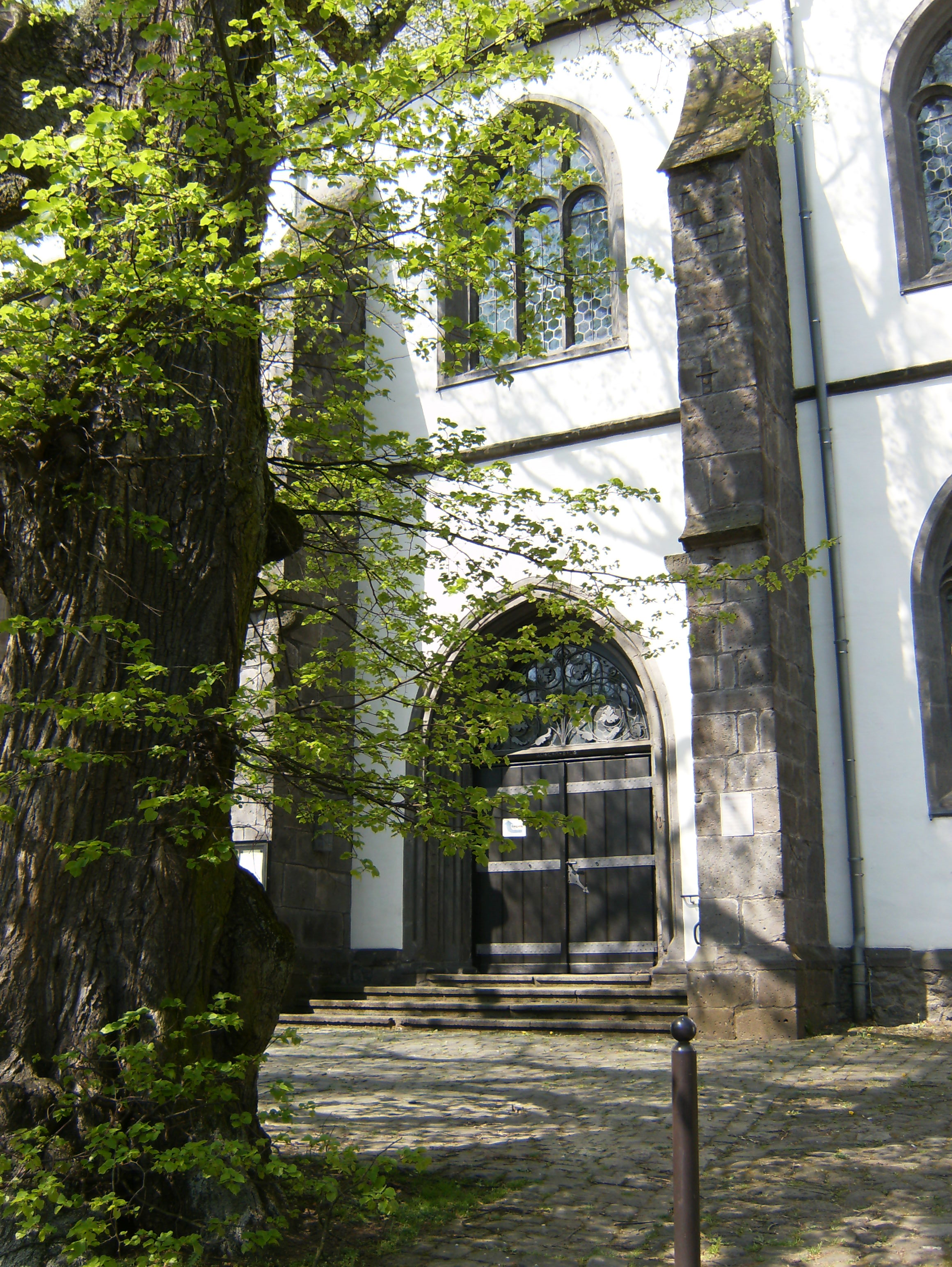
Portail principal de la Collégiale gothique Sainte-Marie
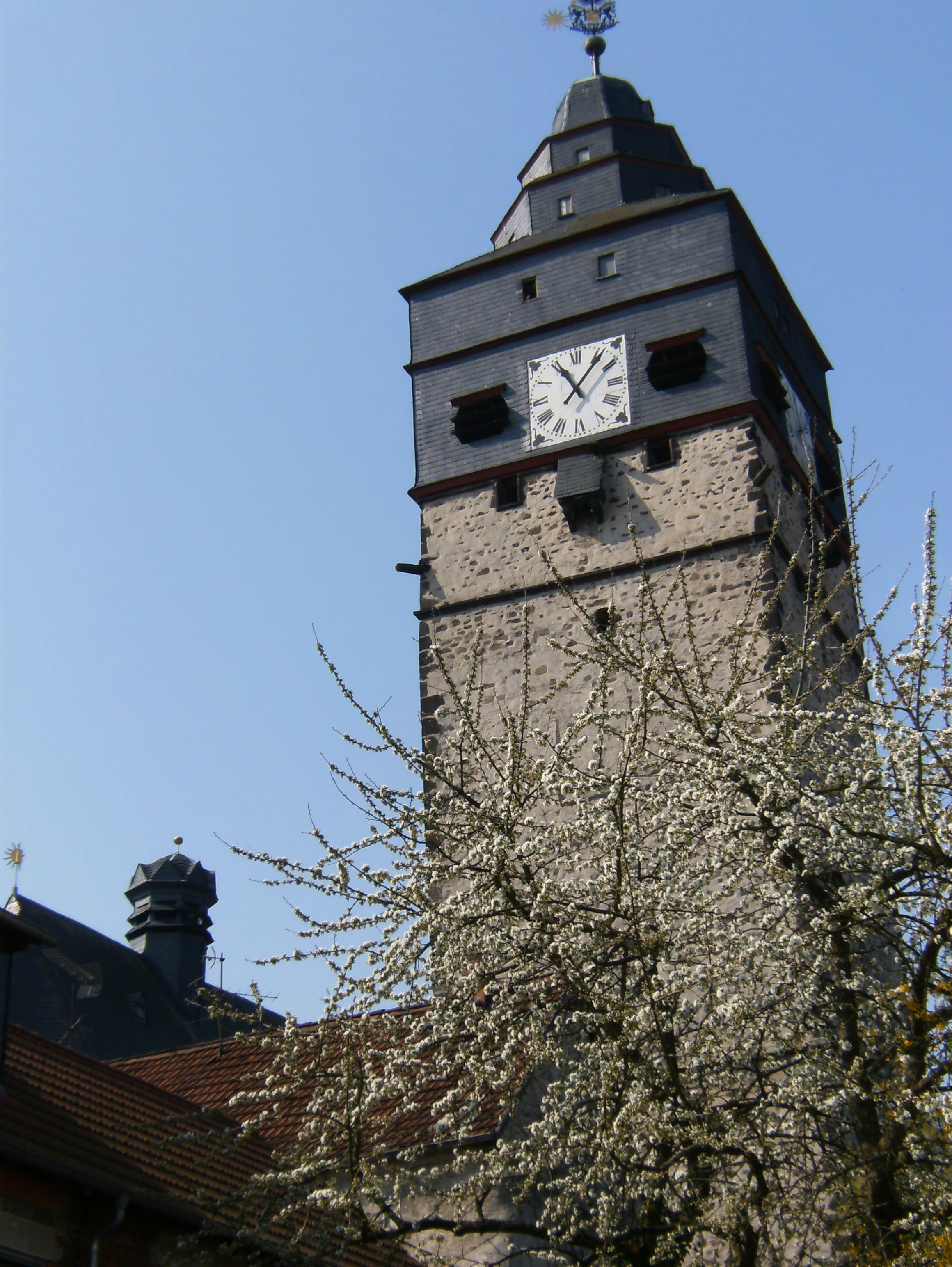
La Tour de la ville
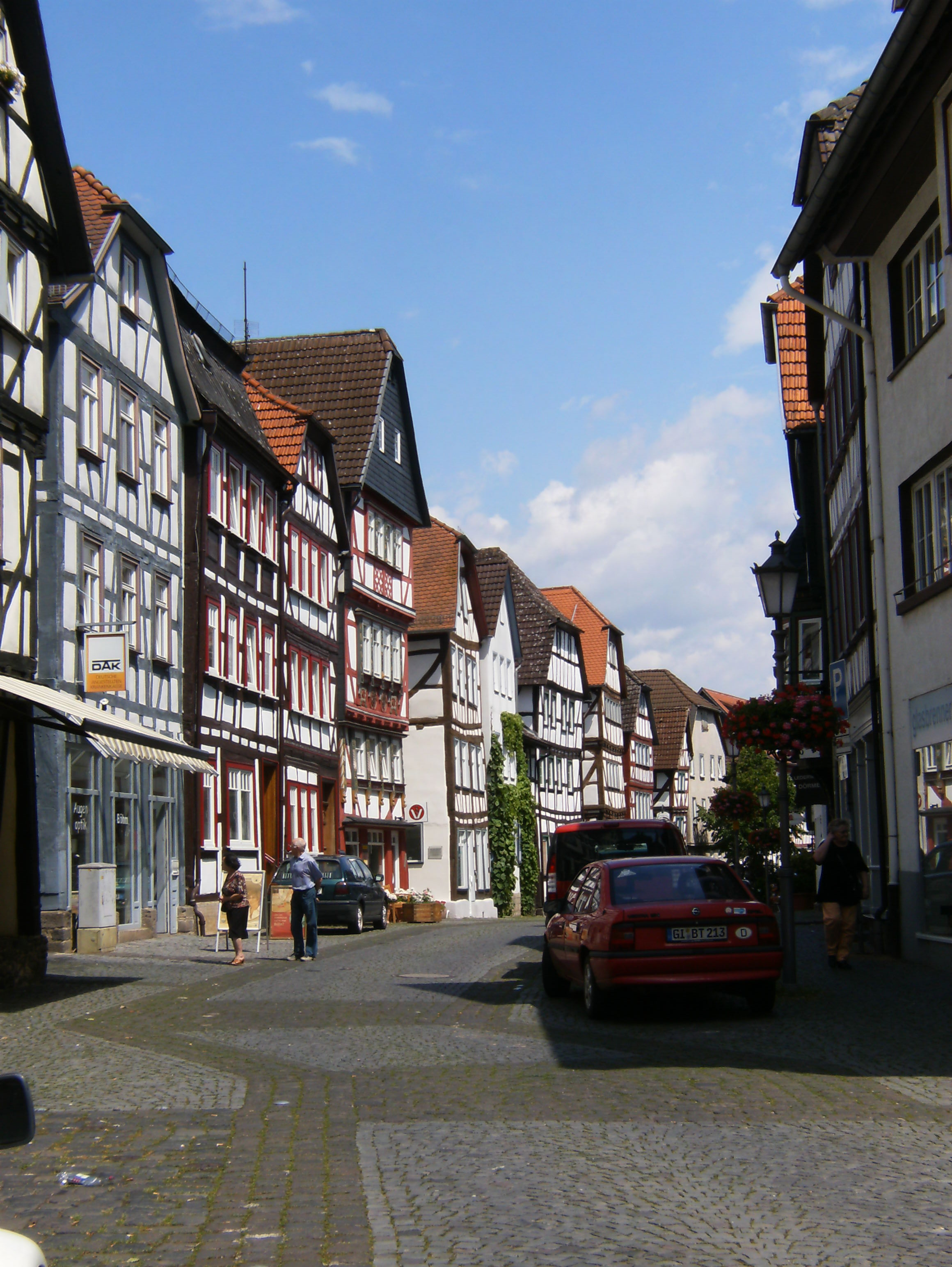
La haute-ville
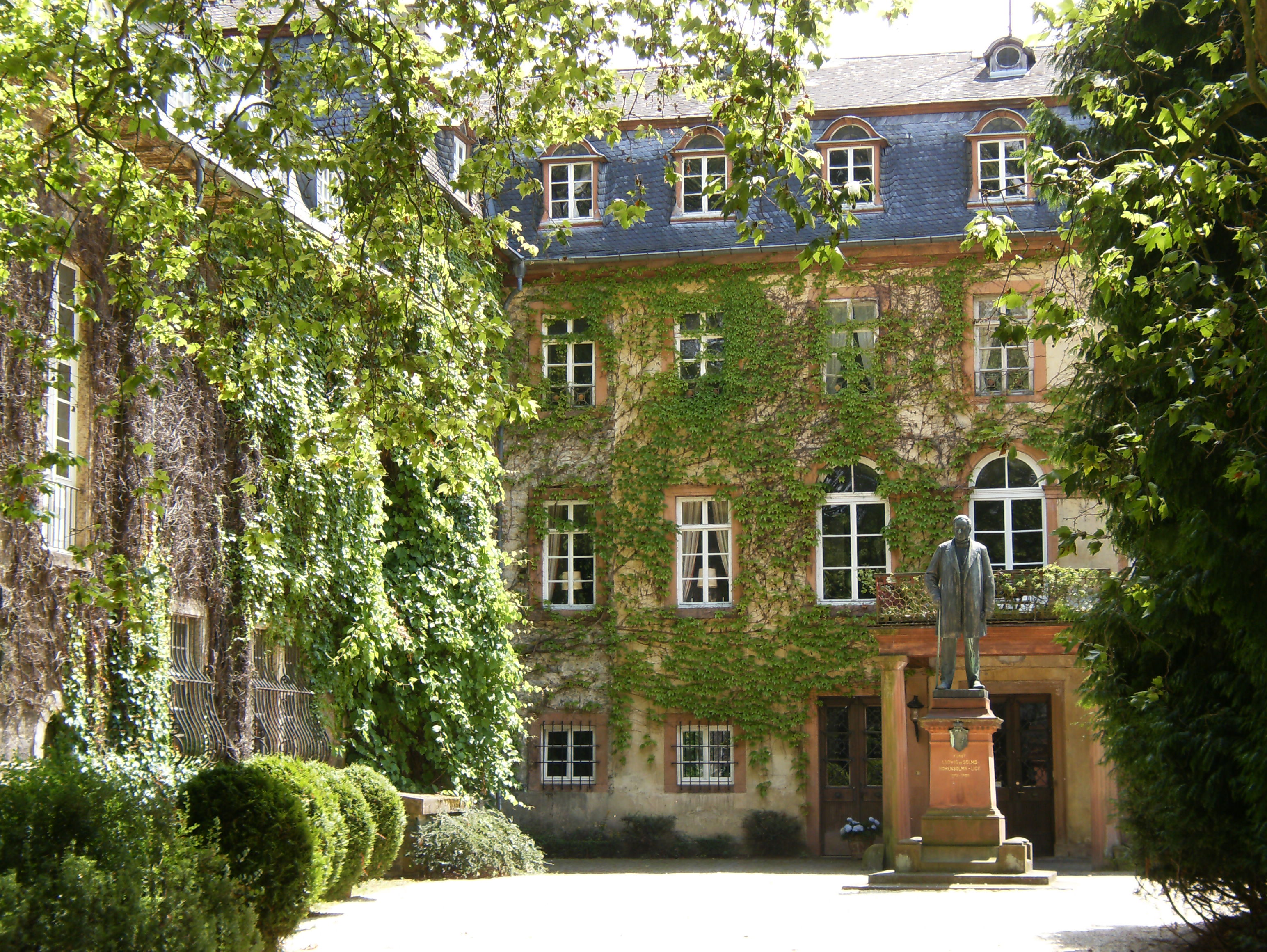
La cour du château avec le monument dédié au prince Ludwig de Solms-Hohensolms-Lich
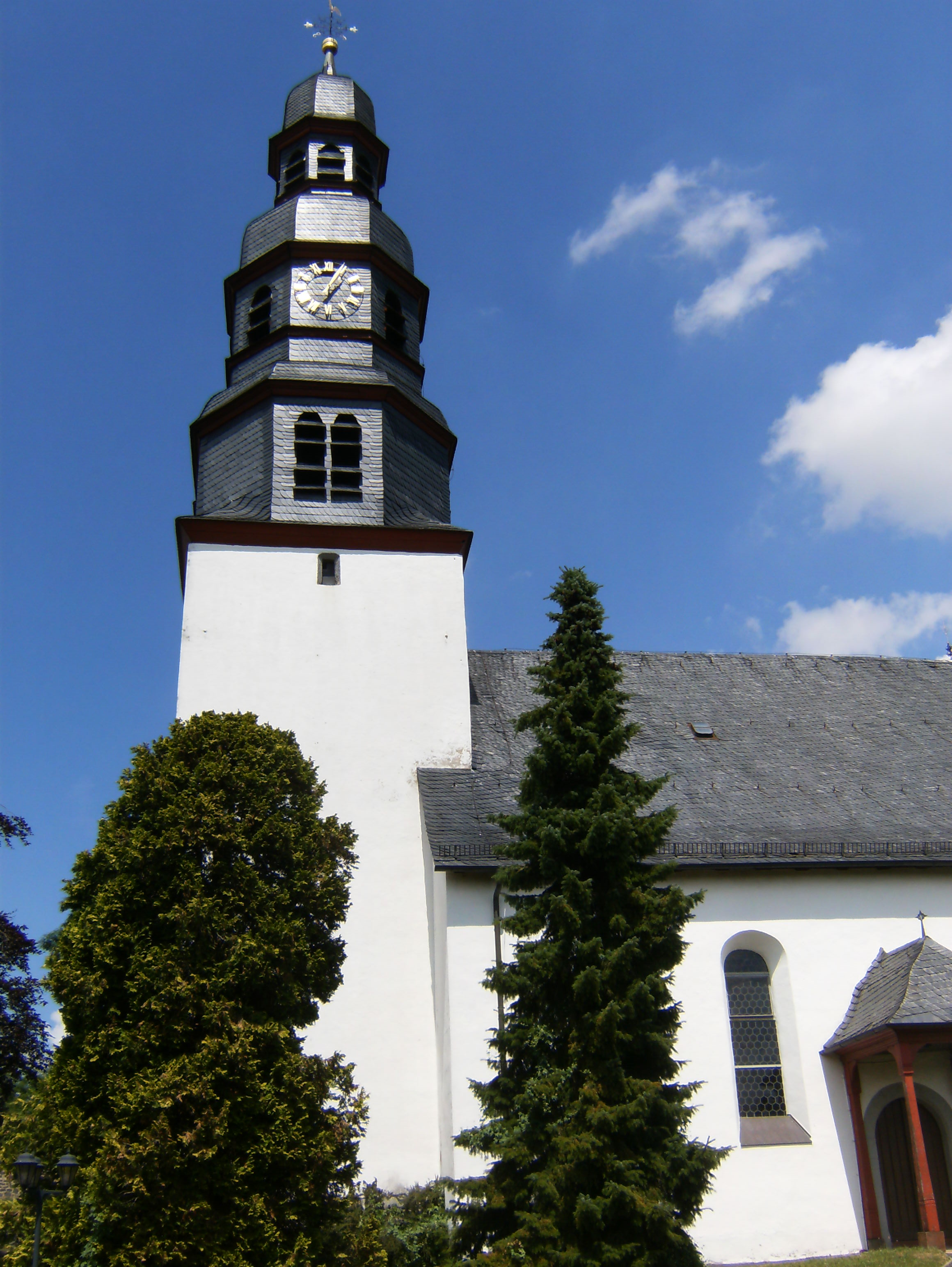
L'église évangélique d'Eberstadt
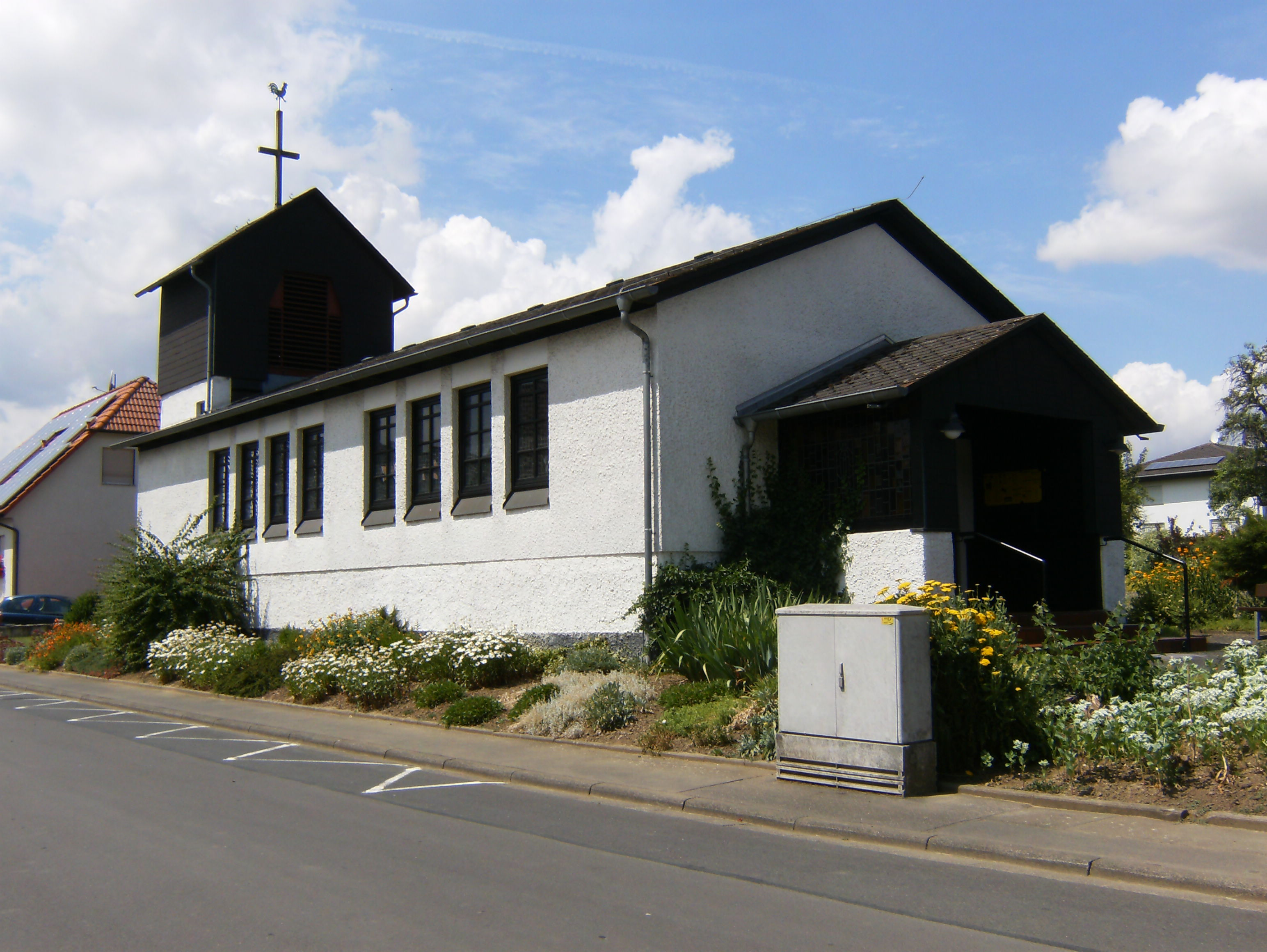
L'église catholique Sainte-Marie Immaculée d'Eberstadt
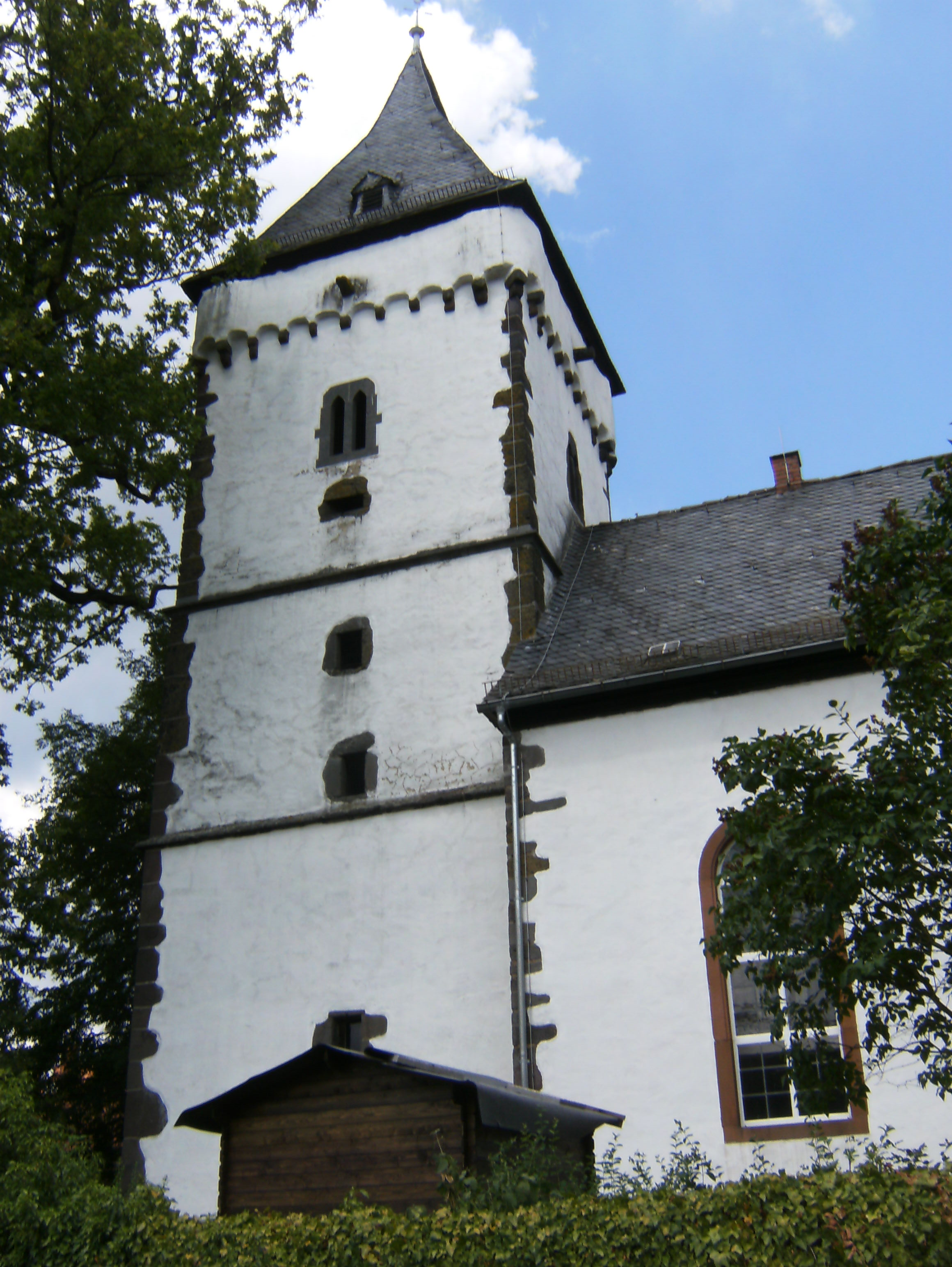
L'église de Nieder-Bessingen
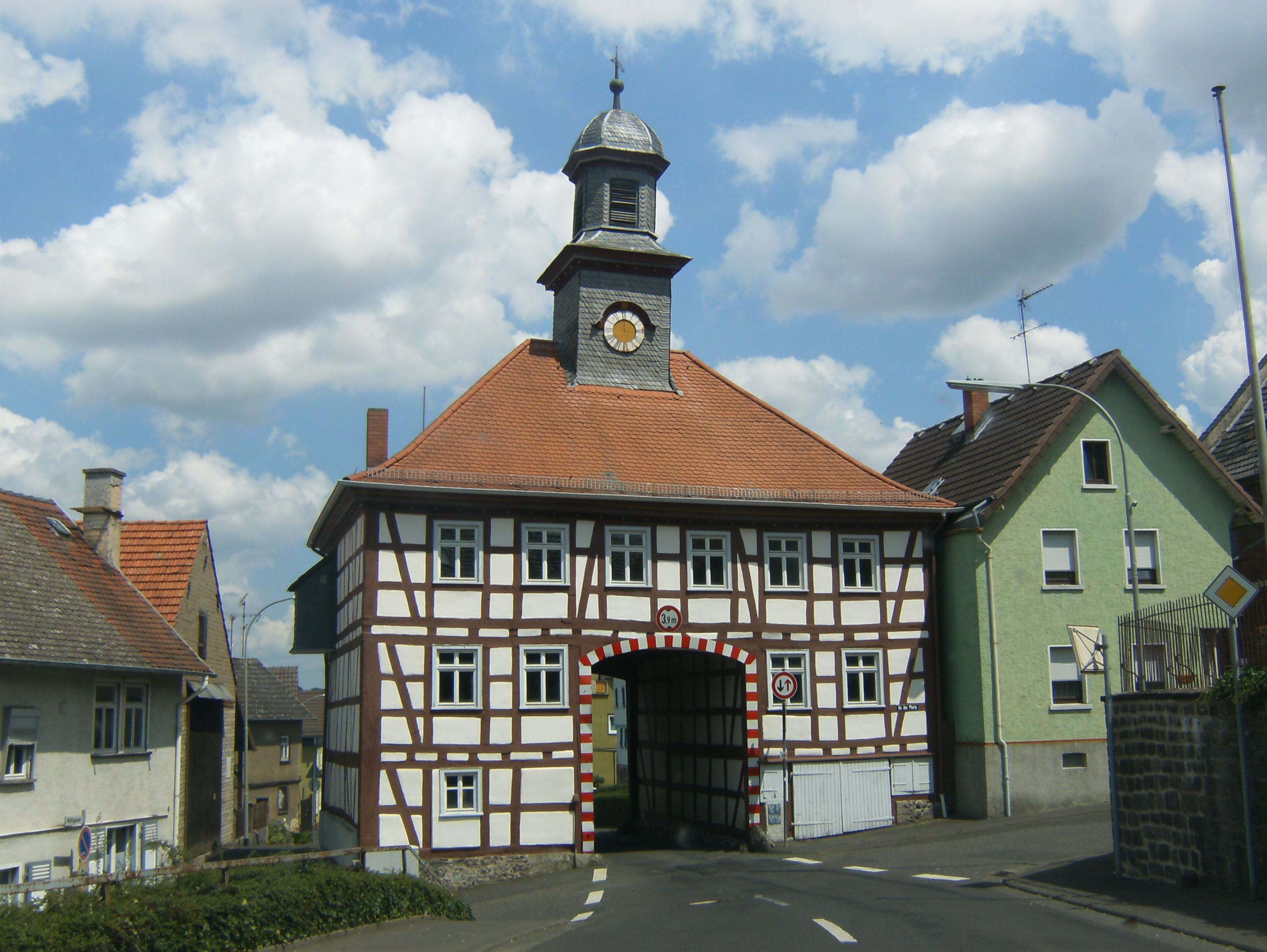
La Porte d'Ober-Bessingen
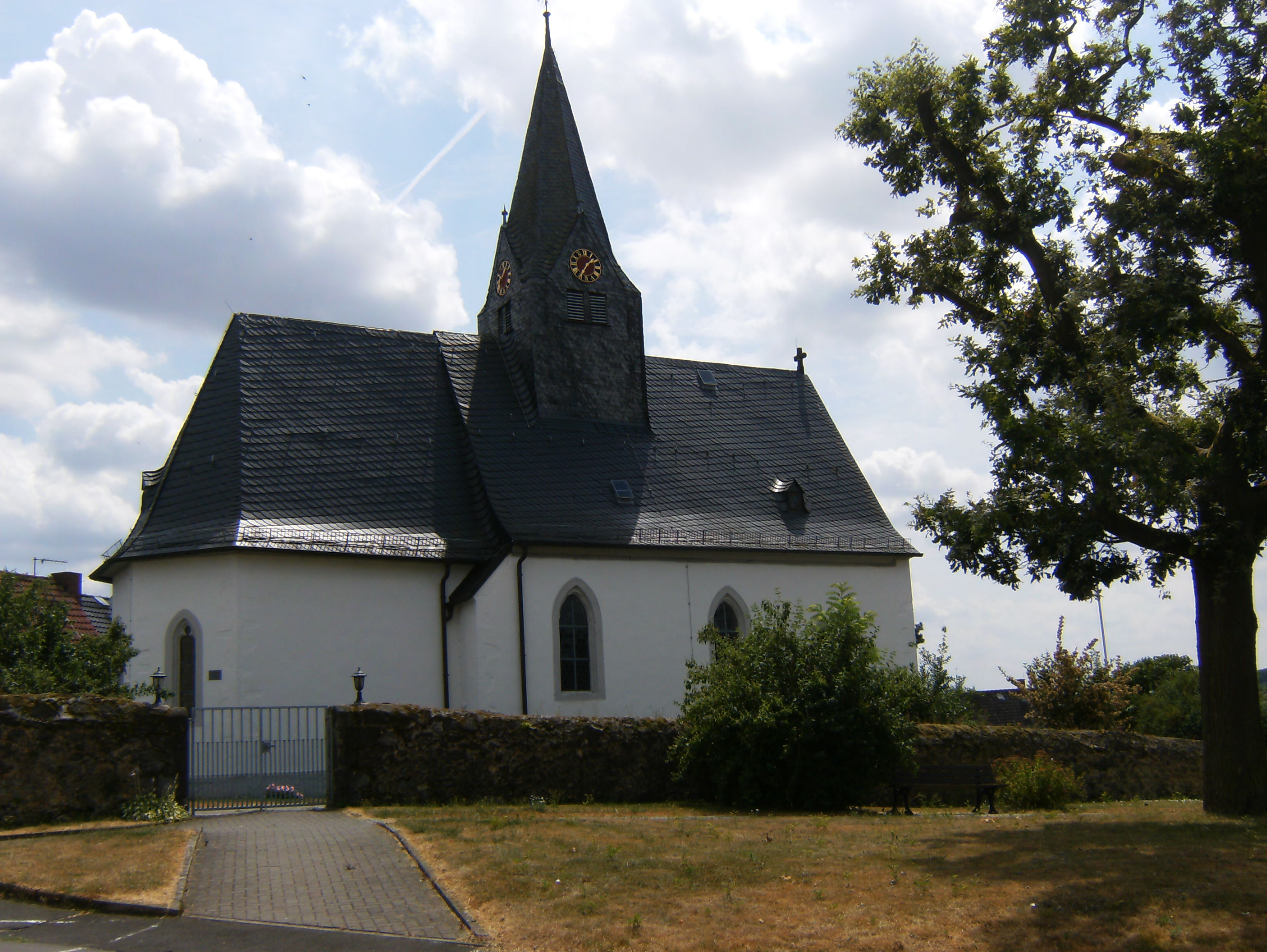
L'église d'Ober-Bessingen

## Personnalités liées à la ville
- Philipp Köhler (1859-1911), homme politique né et mort à Langsdorf.
- Friedrich Kellner (1885-1970), homme politique mort à Lich.